# New Salem (Dakota del Norte)
New Salem es una ciudad ubicada en el condado de Morton en el estado estadounidense de Dakota del Norte. En el censo de 2010 tenía una población de 946 habitantes y una densidad poblacional de 247,97 personas por km².

## Geografía
New Salem se encuentra ubicada en las coordenadas 46°50′39″N 101°25′5″O / 46.84417, -101.41806. Según la Oficina del Censo de los Estados Unidos, New Salem tiene una superficie total de 3.82 km², de la cual 3.78 km² corresponden a tierra firme y (0.81%) 0.03 km² es agua.

## Demografía
Según el censo de 2010, había 946 personas residiendo en New Salem. La densidad de población era de 247,97 hab./km². De los 946 habitantes, New Salem estaba compuesto por el 96.41% blancos, el 0% eran afroamericanos, el 2.33% eran amerindios, el 0.11% eran asiáticos, el 0% eran isleños del Pacífico, el 0.11% eran de otras razas y el 1.06% pertenecían a dos o más razas. Del total de la población el 1.16% eran hispanos o latinos de cualquier raza.